# The Global Family
The Global Family est une série documentaire créée en 1989 et produite par NHK Enterprises et TVOntario. En France, la série fut diffusée sur La Cinquième dans le cadre du programme Le Monde des animaux. 

## Synopsis
Cette série s'intéresse au monde animal et la nature qui les côtoie. Chaque épisode, fait un gros plan sur une espèce animale, démontrant ses caractéristiques, son mode de vie et de son environnement.

## Épisodes

### 1991
- L'éléphant d'Afrique en péril
- Lamantin, petite sirène de la Floride
- Le castor écologique
- Les chiens de prairie
- Les derniers gorilles de montagne
- Le capelan de Terre-Neuve
- Des fleurs d'un autre monde
- Chouettes et hiboux de Finlande
- Les lions de mer de la Californie
- Le monarque des papillons
- La vraie nature des fleurs
- Le pica, relique de l'ère glaciaire
- Les perruches de Tokyo
- Les lémuriens de Madagascar
- La baie de Tokyo, une mer morte ?
- Le Kouro Shivo, fleuve de la mer
- La planète des insectes
- Le calao bicorne
- Le dernier voyage du saumon
- En migration avec les grues

### 1992
- La chouette des terriers
- Les oiseaux d'Australie
- La vie du corail
- Les lapins d'Australie
- Écureuils et souris sylvestre
- Le phoque du Japon
- Le mésangeai gris
- Les plantes d'Australie
- Les carpes du Japon
- L'éléphant d'Asie menacé
- La buse royale du Canada
- Le goéland de Dai Kokujima
- Le dragon de Komodo
- Le raton laveur
- La cigale d'Amérique, 17 ans pour naître
- Les oiseaux de la baie de Tokyo

### 1993
- Le jardin des grizzlis
- La baleine franche
- Les puffins, oiseaux sacrés au Japon
- Les orangs-outans
- Les crabes de l'île Christmas
- Les cigognes blanches
- Le rhinocéros unicorne
- Le renard véloce
- L'otarie à fourrure
- Le balbuzard pêcheur
- Le faucon pèlerin
- L'hiver de l'aigle royal
- La reproduction des libellules

### 1994
- Le léopard de Chine
- Le tigre du Bengale
- Les loups de Mongolie
- La chouette lapone
- Le lynx pardelle
- La loutre clown de mer
- Le passage des pélicans
- L'ours brun de Russie
- La vallée des wapitis
- La migration des caribous
- Tourisme et écologie aux Galapagos
- Les Galapagos, laboratoire d'évolution
- La baie de Fundy
- Israël et sa faune d'antan
- Le narval et le béluga
- Le hibou pêcheur

### 1996
- Cichilides du lac Tanganika
- Oiseaux jardiniers d'Australie
- Le beau Danube bleu
- L'oiseau de nulle part
- La source de la vie
- La faune et la flore du désert
- Les forêts du Costa Rica
- Serengeti, le dernier refuge des babouins anubis
- Manu, la rivière des aras rouges
- Les guêpes, architectes de Kyushu
- La mer de Cortez, un eldorado sauvage
- La bataille des bouquetins
- La seiche géante d'Australie
- L'orque, le loup des mers
- Les molothres des rocheuses
- Les esprits de l'île de la princesse
- L'archipel hawaïen du Pacifique
- Gibbons, des acrobates sans filet

### 1997
- La confrérie des chacals
- Les îles aux 200 000 pingouins
- La faune inconnue d'Australie
- La survie des éléphants d'Afrique
- La vie extraordinaire de l'épinoche
- Les guerriers aquatiques de Okeefenokee
- Le seigneur du désert
- Les singes araignées de Caratinga
- Le clown de Santa Lucia
- Quand s'envolent les grues
- Baykal, la perle de Sibérie
- Le gardien des ours
- Les pingouins de Nouvelle-Zélande[1]
- Les macaques des Célèbes
- Les écureuils d'Hokkaido
- Les mystérieux éléphants de Namibie
- Les fantômes de Madagacar
- Balkahash, une oasis dans le désert
- Les géants de l'Arctique
- Les singes des neiges du Japon

### 1998
- Les derniers lions d'Asie
- Les loups de Yellowstone
- La salamandre géante
- Le tarsier, chasseur nocturne de la jungle
- La jacana, l'oiseau des lotus
- La faune mystérieuse de Ningaloo
- Les tortues vertes de Sangalari
- Les parades nuptiales des baleines à bosse
- Miracle dans le désert
- Les singes de la forêt inondée
- L'esprit du torrent
- Le fennec du Serengeti
- Le singe sacré de Bharwad
- L'ours blanc du cap Churchill
- Le berceau du ptérapogon
- Les étranges poissons-pères de Thaïlande
- Le condor, prince des airs
- Le capucin, sage de la forêt
- Au pays des flamants roses
- La bécassine peinte du Japon
- L'oiseau hybride de l'Orénoque
- Le retour des chiens sauvages

## Fiche technique
- Auteur : Stuart Beecroft
- Musique : Harry Forbes, Bruce Mitchell
- Narrateur : Stéphane Paoli, Georges Caudron, Violaine Fumeau, Stéphane Couraud
- Durée : 285 × 26 minutes
- Année de production : 1989-2002
- Sociétés de production : TVOntario, NHK Enterprises